# تراموا لیل
تراموا لیل (فرانسوی: Tramway de Lille‎) سیستم تراموا در لیل، فرانسه است.
این تراموا که در سال ۱۸۷۴ با نیروی حرکتی اسب تأسیس شده در سال ۱۹۰۰ برقی شده و هم‌اکنون دارای ۲ خط، ۳۶ ایستگاه و ۲۲ کیلومتر است.

## نگارخانه

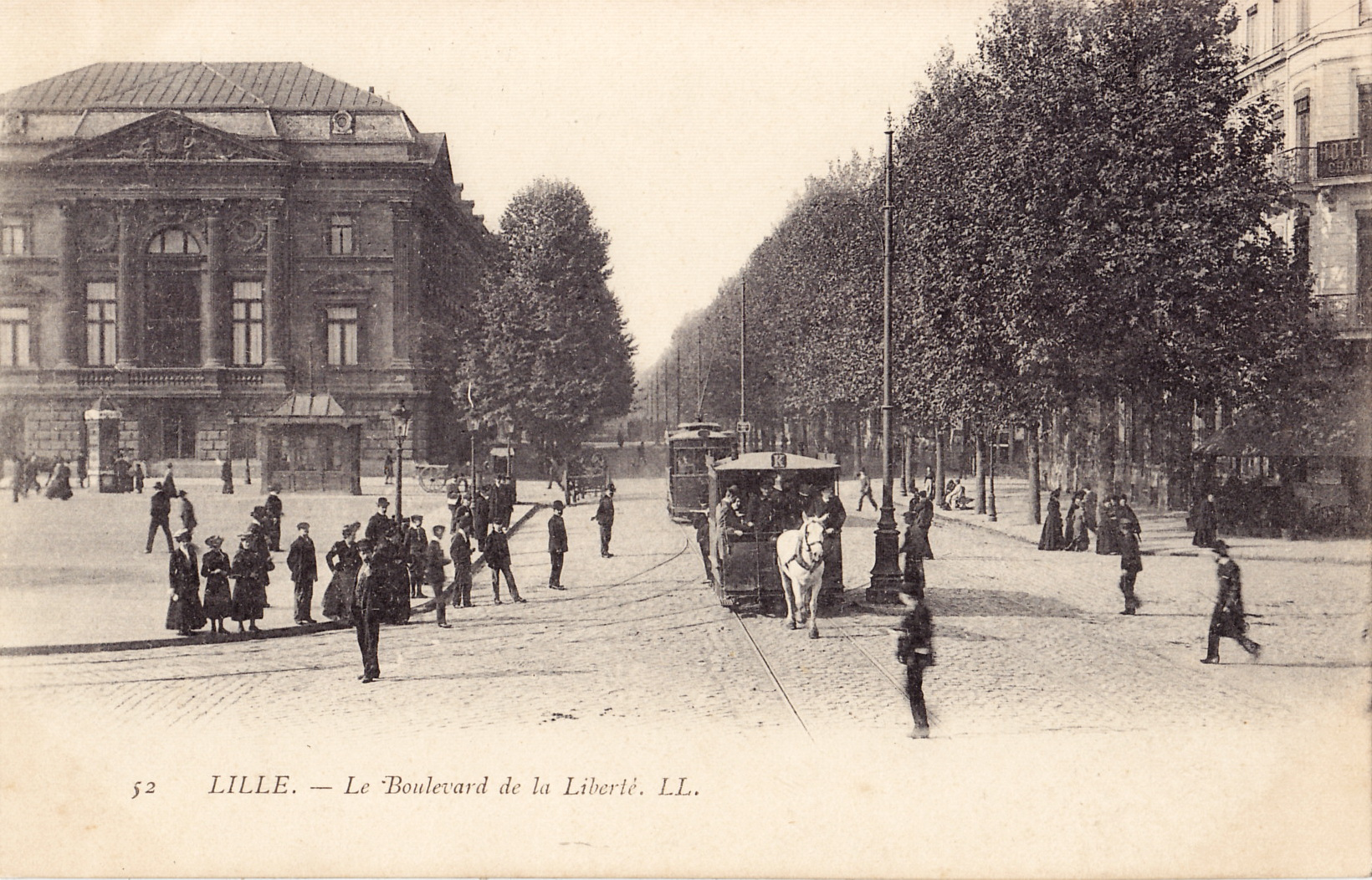
پیش از برقی شدن
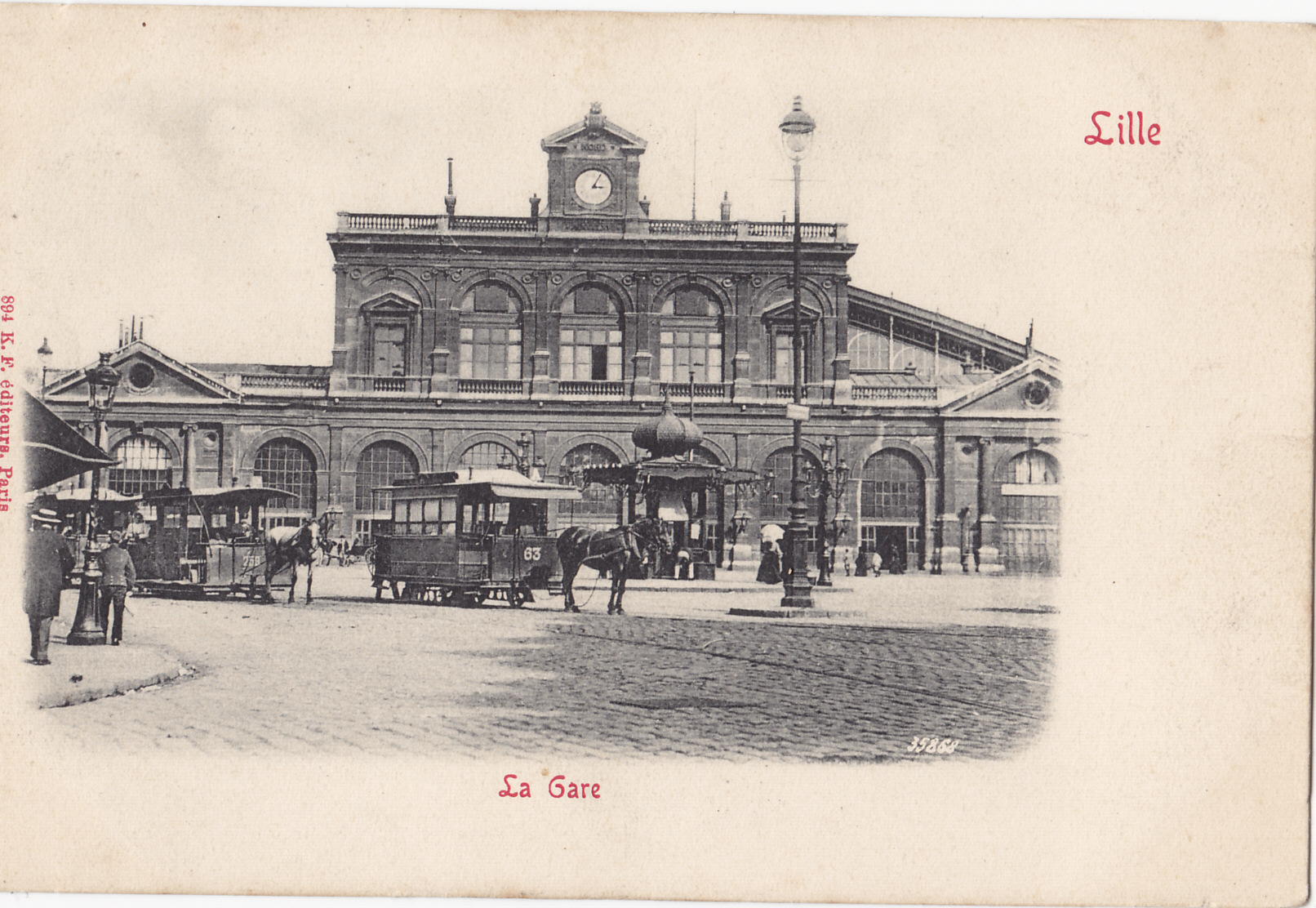
پیش از برقی شدن
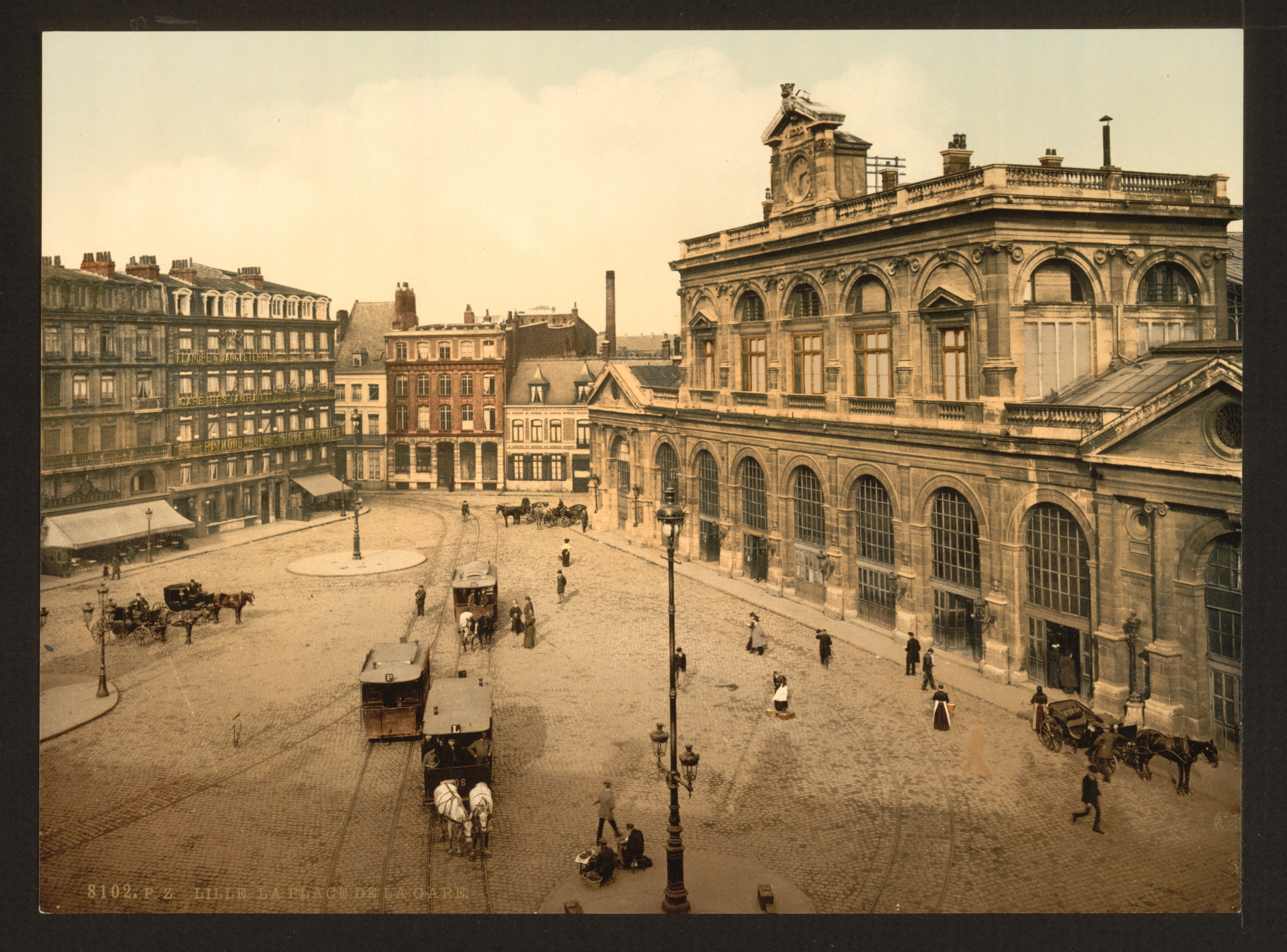
پیش از برقی شدن
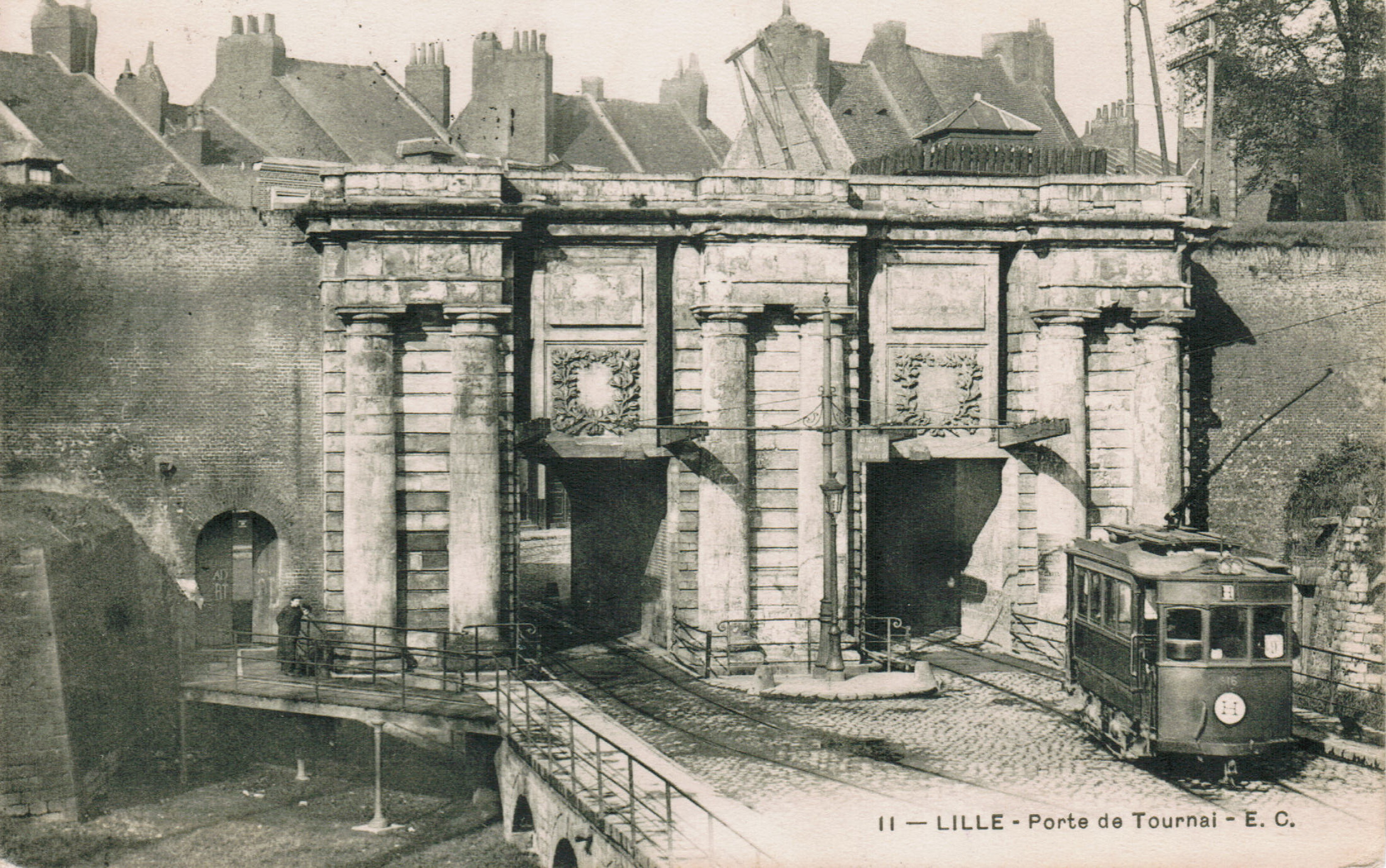
۱۹۰۶
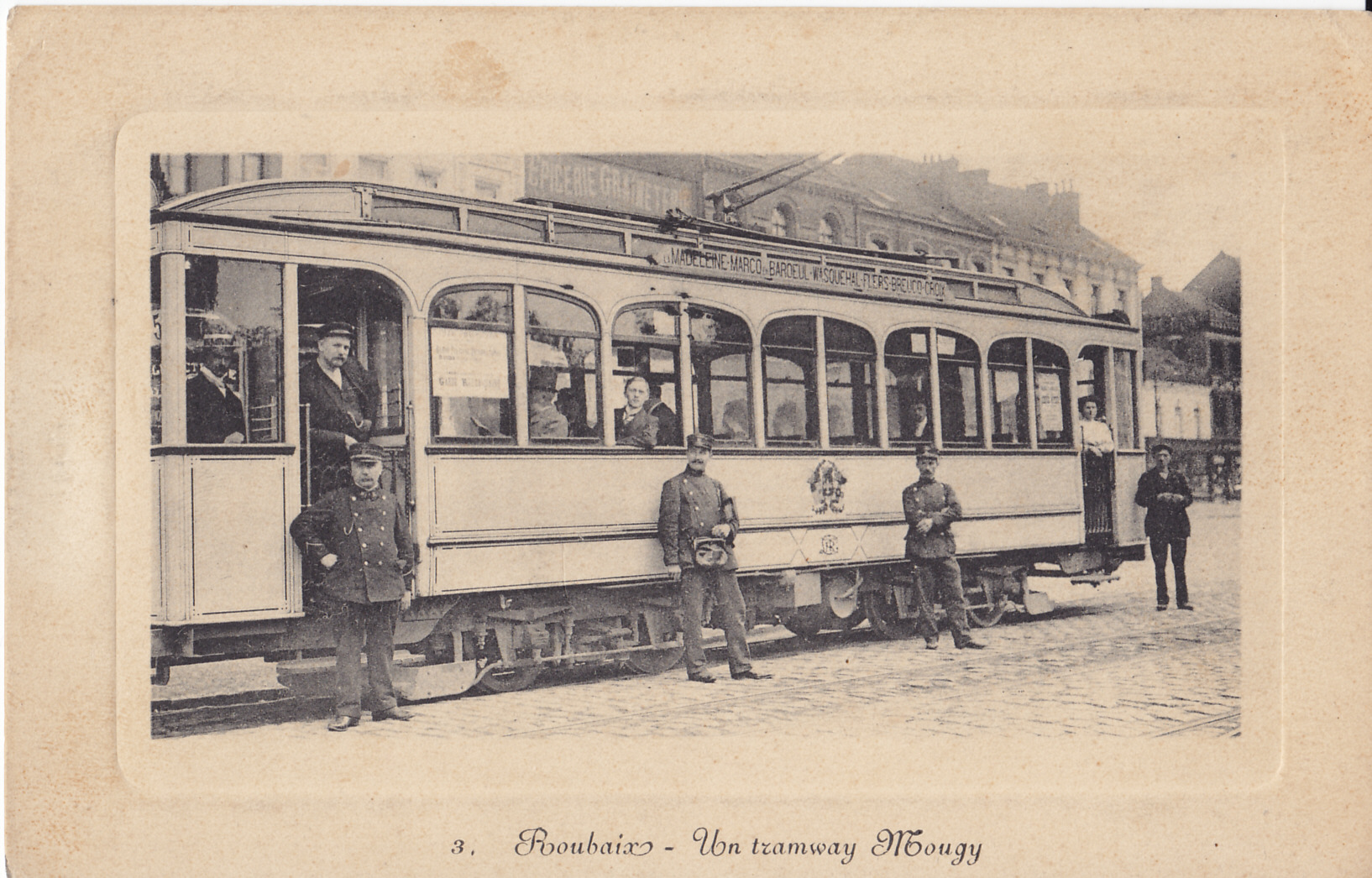
۱۹۱۴
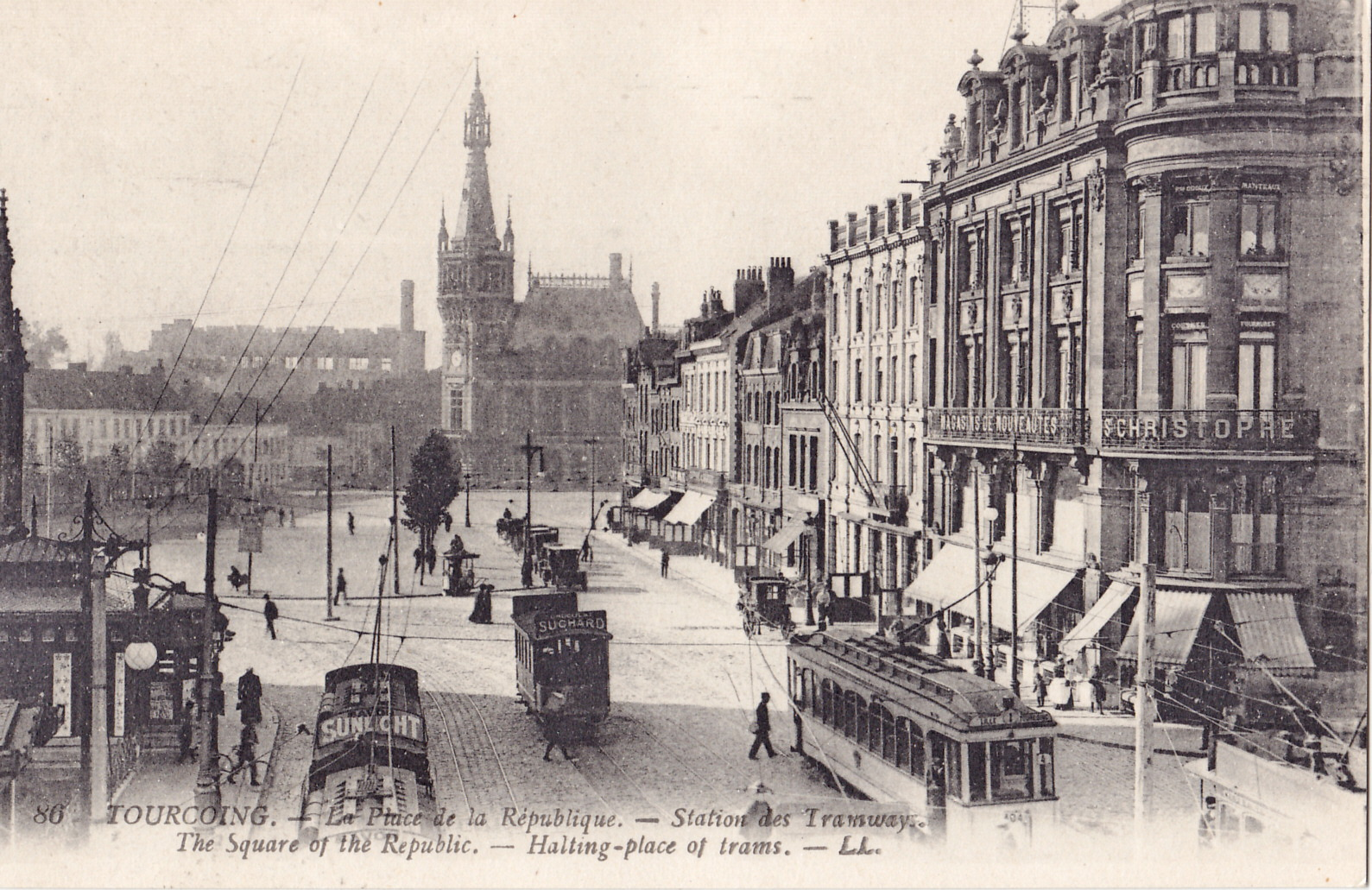
۱۹۱۴
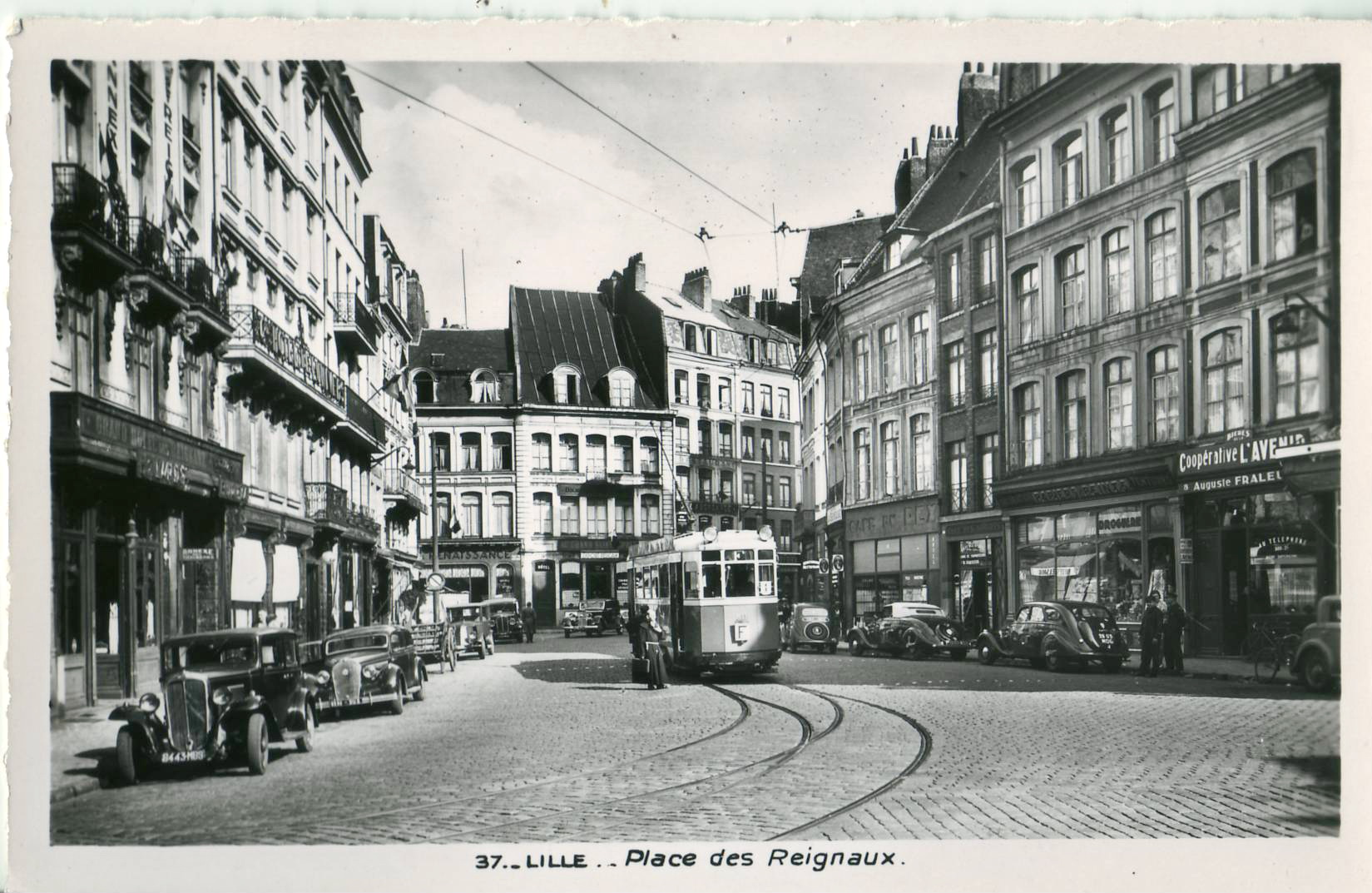
۱۹۳۰
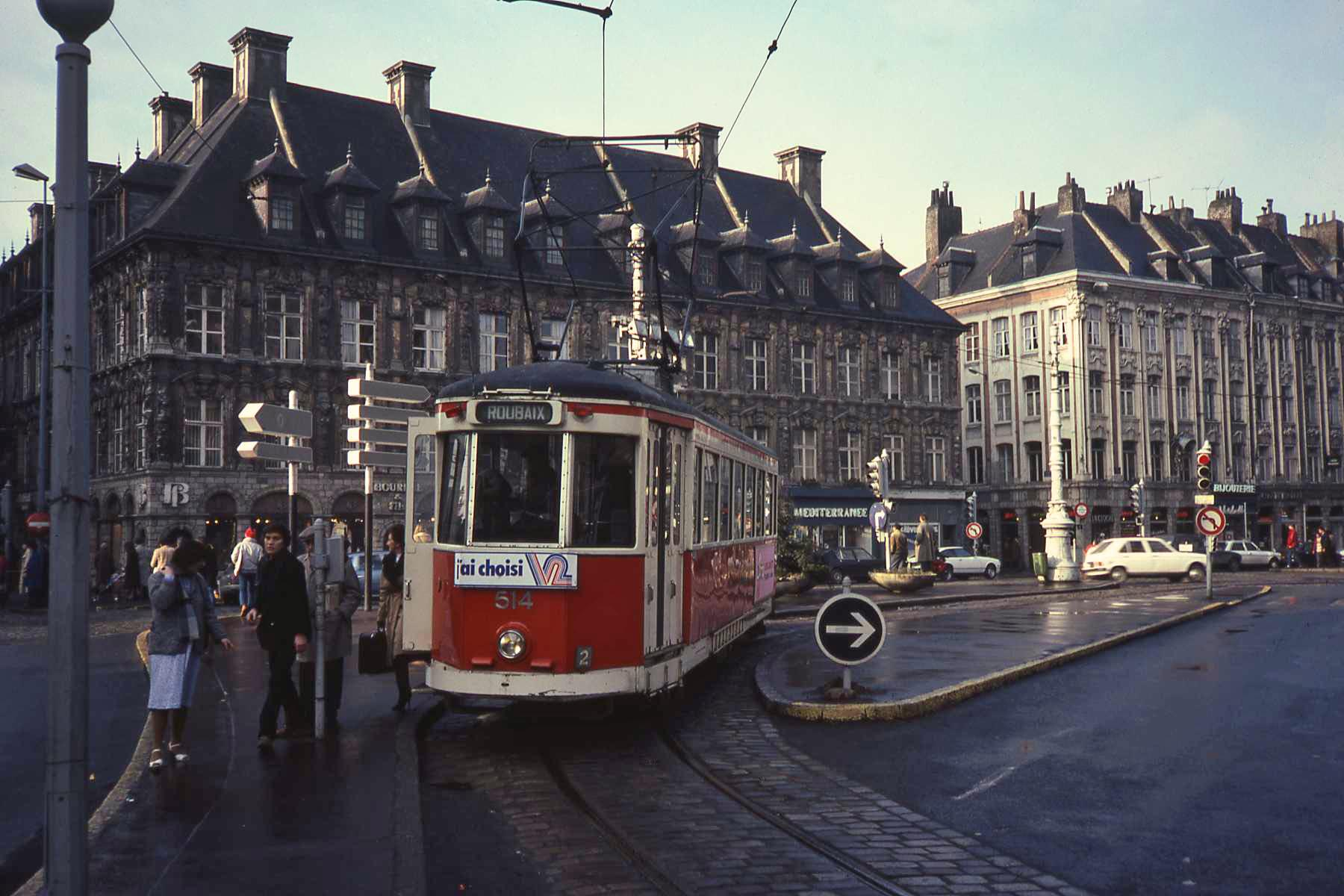
۱۹۸۲
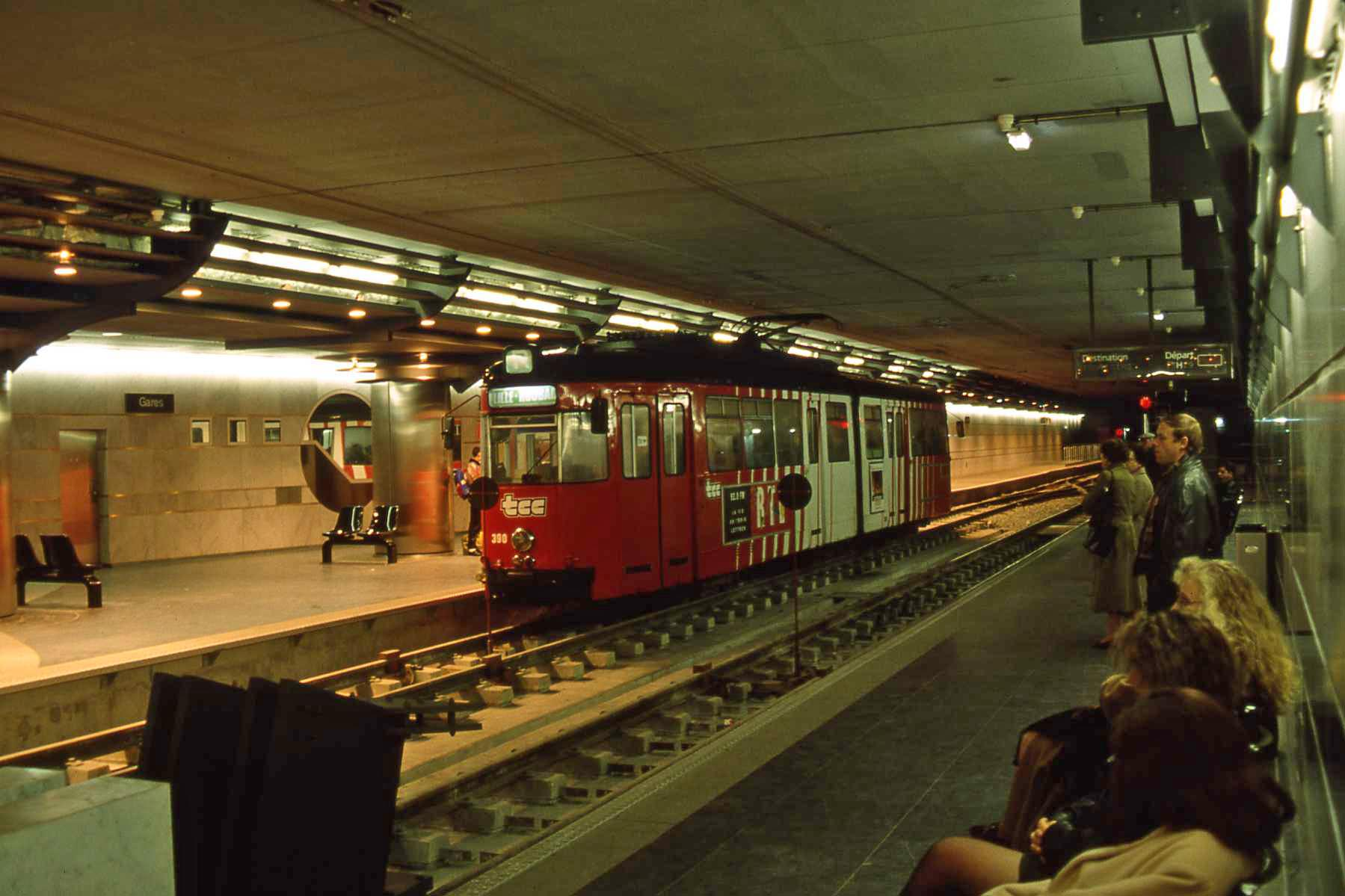
۲۰۱۰
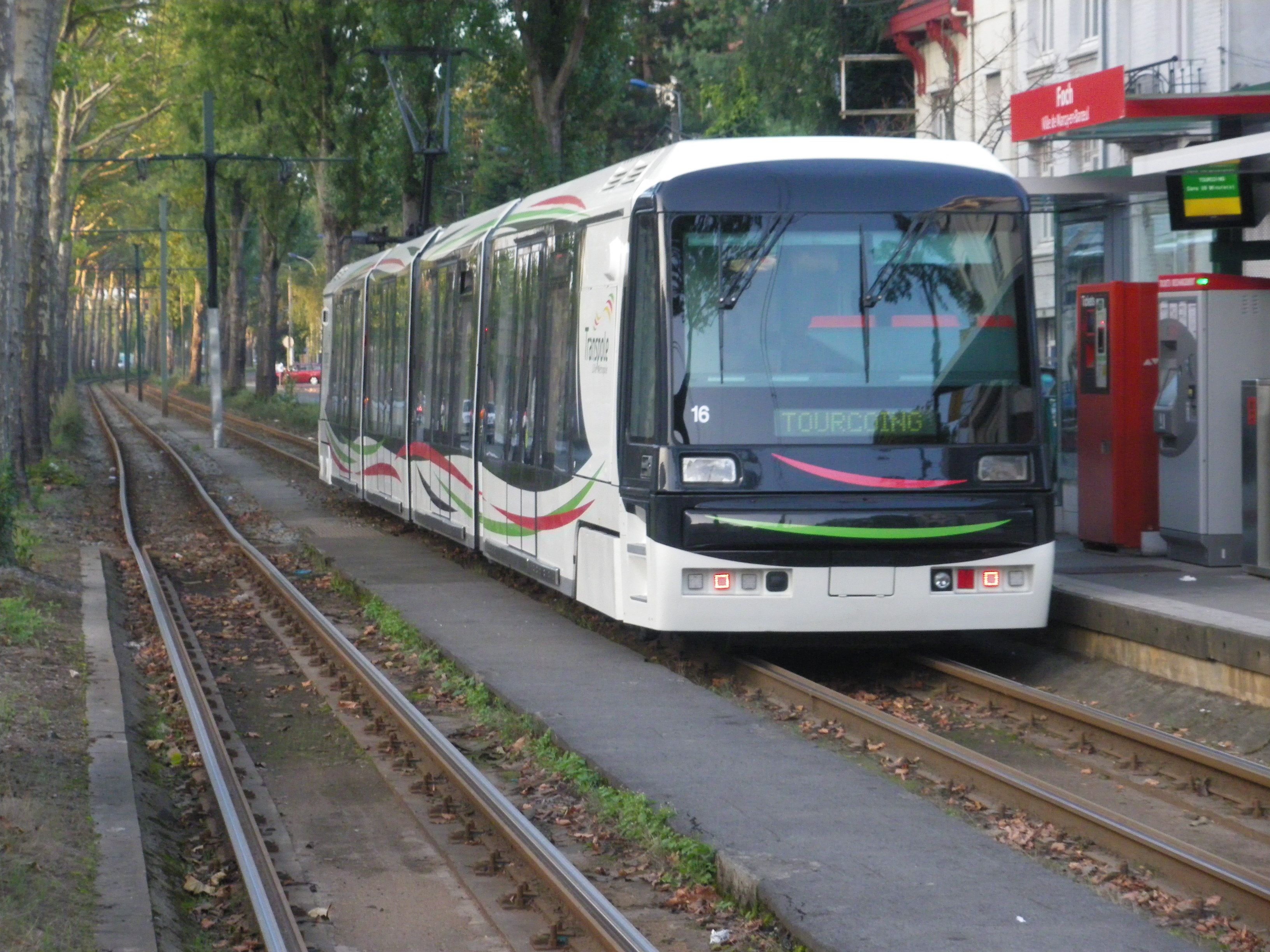
۲۰۱۳